# Antonio Piccolo
Antonio Piccolo, född 7 april 1988 i Neapel, är en italiensk fotbollsspelare som spelar för Catania. Han är en kantspelare som både kan spela som anfallare och som yttermittfältare.

## Klubbkarriär
Antonio Piccolo inledde karriären i Salernitana, men när klubben gick i konkurs 2005 flyttade han istället till Piacenza. Piccolo tillbringade första säsongen med klubben i juniorlaget, men hann med att debutera i Serie B med a-laget på våren 2006.
1 september 2008 lånades Piccolo ut till Foggia i Prima Divisione. Han spelade en säsong med klubben innan han återvände till Piacenza redo att slåss om en ordinarie plats.
Säsongen 2008-2009 blev dock allt annat än lyckad. Piccolo skadade sig i säsongsinledningen och var inte tillbaka i spel förrän i mars. Totalt blev det bara åtta matcher den säsongen. Säsongen efter blev desto bättre. Piccolo spelade hela säsongen och gjorde totalt fem mål. För klubben gick det dock sämre och i slutet av säsongen åkte Piacenza ur Serie B.
Piccolo blev dock kvar i Serie B. 31 augusti 2011 blev han klar för Livorno på ett delägarskap. Piccolo spelade totalt 18 matcher för Livorno 2011-2012, varav hälften från start, och svarade för två mål. Efter säsongen gick Piccolos gamla klubb Piacenza i konkurs och han blev därmed helägd av Livorno.
Efter att fått sparsamt med speltid under hösten 2012 lånades Piccolo i januari ut till Virtus Lanciano som också spelade i Serie B. Han debuterade för Lanciano mot Varese 26 januari och gjorde sitt första mål för klubben veckan efter mot Ascoli. Totalt gjorde Piccolo ytterligare sex mål under våren och efter säsongen köpte Virtus Lanciano loss honom från Livorno på delägarskap.

## Landslagskarriär
Antonio Piccolo har representerat Italien på flera ungdomsnivåer, men lyckades aldrig få chansen i U21-landslaget.